# Enciclopedia Columbia
La Enciclopedia Columbia es una enciclopedia en un solo volumen producida por Columbia University Press y vendida por el Gale Group. Publicado por vez primera en 1935, y continuando su importante relación con la Universidad de Columbia, la enciclopedia pasó por grandes revisiones en 1950 y 1963; la edición actual es la 6.ª, impresa en 2000. Contiene más de 51.000 artículos con un total de 6,5 millones de palabras y también se ha publicado en dos volúmenes.
Está disponible una versión electrónica de la enciclopedia y tiene licencia en diferentes compañías para ser usado en la World Wide Web. Esta edición, que está aumentada en SGML, está actualizada trimestralmente y contiene más de 84.000 referencias cruzadas en hipervínculo. A diferencia de otras grandes enciclopedias en inglés, el contenido completo de la enciclopedia Columbia está disponible para usuarios individuales sin pago. La mayoría de las demás hacen una parte de su contenido disponible, y el usuario recibe de vez en cuando la información de que hay más contenido disponible para los suscriptores.